# Edward Kitsis
Edward Lawrence Kitsis (né en 1971 dans le Minnesota aux États-Unis) est un scénariste et producteur américain, surtout connu pour son travail sur les séries télévisées américaines Lost : Les Disparus et Once Upon a Time.

## Biographie
Kitsis est le fils de Tybe et Arlen Kitsis, il est né à Minneapolis. En mai 2002, il annonce ses fiançailles avec Jennifer Susman, qu'il a rencontré en 1999. Ils se marient le 29 mars 2003 à Scottsdale en Arizona.
Au cours de ses études à l'Université du Wisconsin–Madison, il rencontre Adam Horowitz, avec il collabore sur des scénarios des épisodes du remake (jamais diffusé) de L'Île fantastique, Felicity et Popular.
Kitsis et Horowitz sont engagés sur la série Lost, les disparus au milieu de la première saison dans l'équipe d'écriture et de production en 2005. Ils sont promus producteurs pour la saison 2, puis producteurs exécutifs pour les saisons suivantes. Kitsis, Horowitz et l'équipe d'auteurs remportent un Writers Guild of America (WGA) Award pour la meilleure série dramatique en 2006.

## Filmographie

### Télévision
- 2000 : Felicity
- 2000–2001 : Popular
- 2002–2003 : Les Anges de la nuit
- 2003 : Black Sash (épisode 1.04)
- 2004 : La Vie comme elle est (épisode 1.08)
- 2004 : Les Frères Scott (épisode 1.20)
- 2005–2010 : Lost : Les Disparus
- 2011–2018 : Once Upon a Time
- 2013–2014 : Once Upon a Time in Wonderland
- 2016 : Dead of Summer

### Films
- 2010 : Tron : L'Héritage